# Rob Lowe
Rob Lowe, pseudonimo di Robert Hepler Lowe (Charlottesville, 17 marzo 1964), è un attore statunitense.

## Biografia
Nato in Virginia da padre avvocato e madre insegnante, studia presso la Santa Monica High School. Ha un fratello, Chad Lowe, anch'egli attore. Esordisce come attore bambino nella serie televisiva A New Kind of Family (1979-1980), inedita in Italia. L'anno della sua affermazione è il 1983: Lowe ottiene la sua prima candidatura al Golden Globe per il film-tv Thursday's Child, e debutta sul grande schermo con Class, seguito da I ragazzi della 56ª strada, dove interpreta il personaggio di Sodapop, che resta uno dei suoi ruoli più famosi. Grazie alla popolarità acquisita negli anni ottanta con film come St. Elmo's Fire (1985), A proposito della notte scorsa... (1986) e Square Dance - Ritorno a casa (1987) (per cui ottiene una seconda candidatura al Golden Globe) viene inserito nel cosiddetto Brat Pack.
Nel 1988 la carriera di Lowe deve affrontare una dura prova: è infatti travolto dallo scandalo, dopo che viene alla ribalta un sex tape che lo vede coinvolto in scene di sesso con due donne (di cui una minorenne), il tutto filmato la sera prima della convention del Partito Democratico a cui Lowe partecipa in sostegno di Michael Dukakis. Nel 1990 recita assieme a James Spader in Cattive compagnie, ma negli anni seguenti fa molta fatica a ricostruirsi una carriera; partecipa a molti film minori, e occasionalmente ottiene piccoli ruoli in grandi produzioni come Contact (1997) e Austin Powers - La spia che ci provava (1999).
Trova il rilancio nel 2000 grazie al ruolo di Sam Seaborn nella serie televisiva West Wing - Tutti gli uomini del Presidente, il cui successo lo porta poi a recitare nel pluripremiato Thank You for Smoking (2005). Era lui la prima scelta del network per interpretare Derek Shepherd in Grey's Anatomy. Dal 2006 al 2010 è nel cast di Brothers & Sisters - Segreti di famiglia, nel ruolo del senatore Robert McCallister. Interpreta inoltre l'agente governativo salutista Chris Traeger nella serie statunitense Parks and Recreation dal 2010 al 2015. Nel 2018 debutta come regista nel film TV The Bad Seed. Dal 2020 al 2025 è stato protagonista della serie televisiva 9-1-1: Lone Star, nella quale assume il ruolo di Owen Strand, capitano dei vigili del fuoco.

## Vita privata
Nel luglio 1991 sposa la make-up artist Sheryl Berkoff, dalla quale ha due figli, Matthew Edward (1993) e John Lowe (1995).

## Filmografia

### Cinema

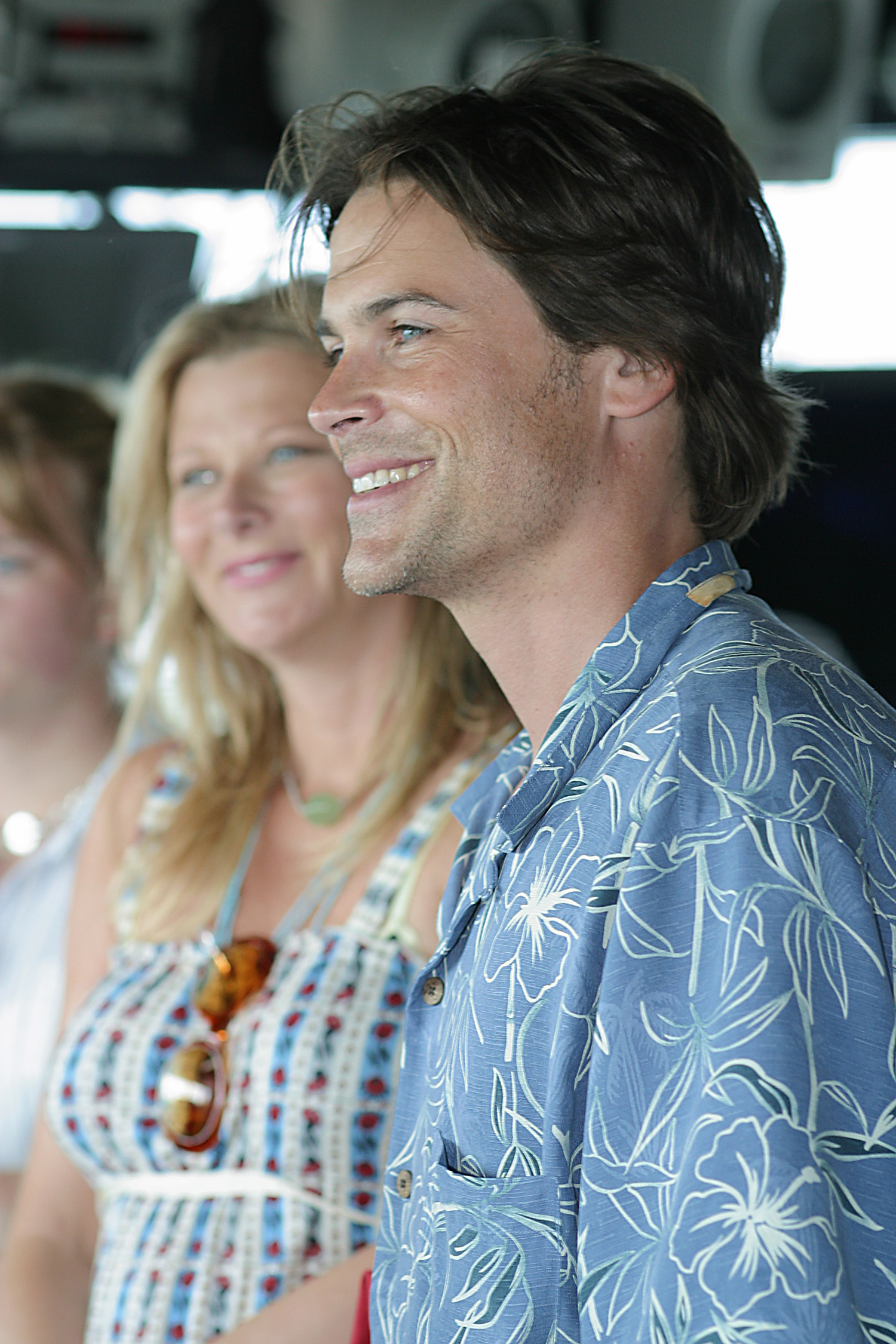
Rob Lowe e la moglie Sheryl nel 2003

- Class, regia di Lewis John Carlino (1983)
- I ragazzi della 56ª strada (The Outsiders), regia di Francis Ford Coppola (1983)
- Hotel New Hampshire (The Hotel New Hampshire), regia di Tony Richardson (1984)
- Oxford University (Oxford Blues), regia di Robert Boris (1984)
- St. Elmo's Fire, regia di Joel Schumacher (1985)
- Spalle larghe (Youngblood), regia di Peter Markle (1986)
- A proposito della notte scorsa... (About Last Night...), regia di Edward Zwick (1986)
- Square Dance - Ritorno a casa (Square Dance), regia di Daniel Petrie (1987)
- Illegalmente tuo (Illegally Yours), regia di Peter Bogdanovich (1988)
- Masquerade, regia di Bob Swaim (1988)
- Cattive compagnie (Bad Influence), regia di Curtis Hanson (1990)
- Navy Seals: giovani eroi (The Finest Hour), regia di Shimon Dotan (1991)
- Fusi di testa (Wayne's World), regia di Penelope Spheeris (1992)
- Tommy Boy, regia di Peter Segal (1995)
- Omicidio di primo grado (First Degree), regia di Jeff Woolnough (1995)
- Frank e Jesse (Frank & Jesse), regia di Robert Boris (1995)
- Scomodi omicidi (Mulholland Falls), regia di Lee Tamahori (1996)
- Austin Powers - Il controspione (Austin Powers: International Man of Mystery), regia di Jay Roach (1997) - non accreditato
- L'ombra del nemico (Living in Peril), regia di Jack Ersgard (1997)
- Accerchiati (Hostile Intent), regia di Jonathan Heap (1997)
- Contact, regia di Robert Zemeckis (1997)
- Rischioso inganno (For Hire), regia di Jean Pellerin (1997)
- Austin Powers - La spia che ci provava (Austin Powers: The Spy Who Shagged Me), regia di Jay Roach (1999)
- Proximity - Doppia fuga (Proximity), regia di Scott Ziehl (2001)
- Austin Powers in Goldmember, regia di Jay Roach (2002)
- Una hostess tra le nuvole (View from the Top), regia di Bruno Barreto (2003)
- Jiminy Glick in Lalawood, regia di Vadim Jean (2004)
- Thank You for Smoking, regia di Jason Reitman (2005)
- Il primo dei bugiardi (The Invention of Lying), regia di Ricky Gervais e Matthew Robinson (2009)
- I Melt with You, regia di Mark Pellington (2011)
- Breakaway, regia di Robert Lieberman (2011)
- Volano coltelli (Knife Fight), regia di Bill Guttentag (2012)
- Sex Tape - Finiti in rete (Sex Tape), regia di Jake Kasdan (2014)
- The Interview, regia di Evan Goldberg e Seth Rogen (2014) - cameo
- Monster Trucks, regia di Chris Wedge (2017)
- How to be a latin lover, regia di Ken Marino (2017)
- Super Troopers 2, regia di Jay Chandrasekhar (2018)
- Un safari per Natale, (Holiday in the Wild), regia di Ernie Barbarash (2019)
- Dog Gone - Lo straordinario viaggio di Gonker, regia di Stephen Herek (2023)

### Televisione
- A New Kind of Family – serie TV, 11 episodi (1979-1980)
- La scarpetta incantata (If the Shoe Fits), regia di Tom Clegg (1990)
- L'ombra dello scorpione (The Stand), regia di Mick Garris – miniserie TV (1994)
- Vite violate (Outrage), regia di Robert Allan Ackerman – film TV (1998)
- Atomic Train - Disastro ad alta velocità (Atomic Train), regia di David Jackson e Dick Lowry – miniserie TV (1999)
- La fuggitiva (Jane Doe), regia di Kevin Elders – film TV (2001)
- Framed - La trappola (Framed), regia di Daniel Petrie Jr. – film TV (2002)
- The Lyon's Den – serie TV, 13 episodi (2003)
- Salem's Lot, regia di Mikael Salomon – miniserie TV (2004)
- Perfect Strangers - Tutti i numeri dell'amore (Perfect Strangers), regia di Robin Shepperd – film TV (2004)
- Beach Girls - Tutto in un'estate (Beach Girls), regia di Paul Shapiro e Sandy Smolan – miniserie TV (2005)
- Dr. Vegas – serie TV, 10 episodi (2004-2006)
- Un giorno perfetto (A Perfect Day), regia di Peter Levin – film TV (2006)
- West Wing - Tutti gli uomini del Presidente (The West Wing) – serie TV, 82 episodi (1999-2006)
- Il caso Jennifer Corbin (Too Late to Say Goodbye), regia di Norma Bailey – film TV (2009)
- I Griffin (Family Guy) – sitcom animata, episodio 7x11 (2009)
- Brothers & Sisters - Segreti di famiglia (Brothers & Sisters) – serie TV, 78 episodi (2006-2010)
- Californication – serie TV, 5 episodi (2011-2013)
- Drew Peterson: l'amore fa impazzire (Drew Peterson: Untouchable), regia di Mikael Salomon – film TV (2012)
- Killing Kennedy, regia di Nelson McCormick (2013)
- Dietro i candelabri (Behind the Candelabra), regia di Steven Soderbergh – film TV (2013)
- Parks and Recreation – serie TV, 76 episodi (2009-2015)
- You, Me and the Apocalypse – serie TV, 8 episodi (2015)
- Il caso Novack (Beautiful & Twisted), regia di Christopher Zalla – film TV (2015)
- The Grinder – serie TV, 22 episodi (2015-2016)
- The Orville – serie TV, 1 episodio (2017)
- Code Black – serie TV, (2017-2018)
- The Bad Seed, regia di Rob Lowe – film TV (2018)
- 9-1-1: Lone Star – serie TV, 72 episodi (2020-2025) - Owen Strand
- Unstable – serie TV (2023)

### Doppiatore
- The Lion Guard – serie TV, 25 episodi (2015-2019)
- I Simpson (The Simpsons) – serie TV, episodio 34x20 (2023)

## Doppiatori italiani
Nelle versioni in italiano delle opere in cui ha recitato, Rob Lowe è stato doppiato da:
- Francesco Prando in Thank You for Smoking, West Wing - Tutti gli uomini del Presidente, Le scarpette di Maggie, Salem's Lot, Beach Girls - Tutto in un'estate, Il caso Jennifer Corbin, I Griffin[6], Chi ti credi di essere?, Brothers & Sisters - Segreti di famiglia, Parks and Recreation, Killing Kennedy, The Bad Seed, Dietro i candelabri, The Grinder, Monster Truks, Code Black, The Orville, Un safari per Natale, 9-1-1: Lone Star, Unstable
- Sandro Acerbo in Oxford University, A proposito della notte scorsa, Austin Powers: La spia che ci provava, L'ombra dello scorpione, Un giorno perfetto, Il primo dei bugiardi, Drew Peterson - L'amore fa impazzire, Sex Tape - Finiti in rete, The Interview
- Massimo Rossi in Class, Masquerade, L'ombra del nemico,
- Fabio Boccanera in I ragazzi della 56ª strada, Proximity - Doppia fuga, Californication
- Riccardo Rossi in Hotel New Hampshire, Jiminy Glick in Lalawood, Perfect Strangers - Tutti i numeri dell'amore
- Tonino Accolla in Cattive compagnie, Fusi di testa
- David Chevalier in Framed - La trappola, Il caso Novack
- Massimo Lodolo in Omicidio di primo grado
- Loris Loddi in Spalle larghe
- Vittorio Guerrieri in La fuggitiva
- Davide Marzi in Agguato nell'Egeo
- Andrea Ward in Una hostess tra le nuvole
- Simone Mori in Scomodi omicidi
- Massimo Giuliani in St. Elmo's Fire
- Enrico Di Troia in Contact
- Giorgio Bonino in Atomic Train
- Franco Mannella in Austin Powers - Il controspione
- Francesco Pezzulli in Super Troopers 2
- Giorgio Borghetti in 9-1-1: Lone Star (ep. 3x08)

Da doppiatore è sostituito da:
- Riccardo Rossi in The Lion Guard
- Francesco Prando ne I Simpson